# Büsumer Deichhausen
Büsumer Deichhausen (tidligere "Dykhusen") er en by og kommune i det nordlige Tyskland, beliggende i Amt Büsum-Wesselburen under Kreis Dithmarschen. Kreis Dithmarschen ligger i den sydvestlige del af delstaten Slesvig-Holsten.

## Geografi
Marsk-kommunen ligger direkte ud til Nordsøen på nordkysten af Meldorfer Bucht. Den ligger øst for badebyen Büsum.

### Nabokommuner
Nabokommuner er (med uret fra nord) Büsum, Westerdeichstrich, Oesterdeichstrich og Warwerort (alle i Kreis Dithmarschen).